# Apil-Sin
Apil-Sin (geschreven als A-pil2-dSuen), was een Amoritische koning van Babylon van 1831-1813 v.Chr. in de middenchronologie.
Apil-Sin versterkte de positie van het vorstendom Babylon - dat in zijn tijd in opkomst was, maar nog een bescheiden rol speelde - onder andere door een nieuwe stadsmuur te bouwen, de "Nieuwe Grote Muur". Hij verrichtte ook bouwwerk aan de tempel E-tur-kalamma getuige de jaarnamen voor zijn jaren 11 en 13. Zijn kleinzoon Hammurabi zou het volledig herbouwen. Ook het vervallen Sumerische fort op de plaats waar de Kassieten later hun hoofdstad Dur-Kurigalzu zouden vestigen werd door Apil-Sin opnieuw opgebouwd.
Apil-Sin was een verwant van Sjamsji-Adad I die enige tijd aan zijn hof verbleef nadat hij van de toon van Terqa verdreven was. Sjamsji-Adad maakte daarna met Babylon als uitvalsbasis gebruik van een crisis in Ekallatum om er de macht te grijpen en dit was het begin van zijn machtige rijk.
Gedurende zijn 10e tot en met zijn 16e jaar op de troon ontbreken contracten met een datering die verwijst naar zijn naam, hoewel er een uitzondering is in zijn 13e jaar. Dit weerspiegelt waarschijnlijk de strijd om de macht in noordelijk Babylonië tussen Babylon en het Isin van Sin-Magir en zijn opvolger Damiqilishu, maar bijzonderheden zijn schaars.
Uit contracten uit de tijd van Apil-Sin is bekend dat slaven soms door adoptie hun vrijheid konden krijgen. Indien een slaaf door  een ouder echtpaar geadopteerd werd werd de slaaf geacht zijn adoptiefouders tot hun dood te verzorgen maar kreeg daarna de vrijheid.